# Pleymo
A Pleymo é uma banda francesa de nu metal. Principal banda francesa do estilo, dentre os principais álbuns está Rock, que tem como principal música "Divine excuse", que rendeu um clip.

## Membros
- Mark Maggiori (Kemar): vocal
- Erik Devilloutreys (Riko): guitarra
- Davy Portela (Vost): guitarra
- Benoit Julliard (B1): baixo
- Fred Ceraudo (Burns): bateria
- Frank Bailleul (Kefran): DJ

## Discografia

### Álbuns de estúdio
- Demo Album (Keçkispasse) (1998)
- Keçkispasse (1999)
- Episode 2: Medecine Cake (2002)
- Doctor Tank's Medecine Cake (2002)
- Rock (2003)
- Alphabet Prison (2006)

### Live álbuns
- (EP)Live (2002)
- Ce Soir C'est Grand Soir (2005)

## Videografia
- Ce Soir C'est Grand Soir (2005, Live, Double DVD)